# Leryn Franco
Leryn Dahiana Franco Steneri (Asunción, Paraguay, 1 de marzo de 1982) es una atleta, modelo,  actriz y conductora de TV paraguaya. Está especializada en la prueba de lanzamiento de jabalina y se convirtió en una sensación de la Internet durante los Juegos Olímpicos de Pekín 2008. Su mejor lanzamiento personal es de 57,77 metros, alcanzado en junio de 2012 en Barquisimeto, Venezuela.

## Trayectoria de atletismo
Rompió en 1998 los registros nacionales de las categorías para menores de 17 años de edad en las modalidades de triple salto y jabalina. Después de ganar la medalla de bronce en 1999 y 2000, Franco ganó en 2001 el Campeonato Sudamericano Juvenil de lanzamiento de jabalina.
El 3 de septiembre de 2002 bateó su propio récord en lanzamiento de jabalína alcanzando 51 metros en un torneo internacional disputado en Sao Caetano, Brasil.
Más tarde, en 2004 obtuvo el título sudamericano Sub-23.
Participó en tres Juegos Olímpicos, 2004, 2008 y 2012.
Posee el récord nacional Paraguayo de lanzamiento de jabalina con 57.77 m.

## Vida privada
La atleta, además de desempeñarse en el competitivo mundo del deporte profesional, ha sabido hacerse un espacio en el del modelaje producto de su belleza física, atributo que fue corroborado en más de una ocasión por diversos medios de comunicación. Participó en el certamen de Miss Paraguay para Miss Universo 2006 llegando a obtener el título de Virreina, años anteriores la virreina del certamen Miss Paraguay asistía al certamen Miss Mundo,  ese año Paraguay no envió representante a dicho concurso. Participó del certamen Miss Bikini of the Universe en Pekín, China en el 2006, quedando como Virreina del certamen. Se ha consolidado como una de las estrellas de la pasarela y el espectáculo en Paraguay.
Precisamente de éstos ha sido objeto de rumores que la involucraron en una supuesta relación amorosa con el tenista serbio Novak Djokovic, durante su participación en los Juegos de Pekín 2008 aunque posteriormente el tenista negó los rumores de romance . haciendo lo propio a su vez la propia atleta y posteriormente y en el 2011 con el Bahiense Tomas Blanco, exjugador y dirigente del handball (Balonmano) Argentino. En los juegos olímpicos de Pekín 2008 fue elegida miss villa olímpica.
En enero de 2009, la revista Askmen.com realiza una encuesta de las 99 mujeres más deseadas del mundo', debutando así en el puesto Nº 86.
En diciembre de 2009, fue seleccionada para integrar un ranking de las 40 deportistas más bellas de la década. La lista fue elaborada por el sitio web estadounidense Bleacher Report y en la misma la paraguaya aparece en el 6º lugar de las más lindas en los últimos 10 años y en el 2º del 2009.
Además fue una de las imágenes de Nike para su campaña Nike Woman para Europa y Asia.
En 2010 fue elegida como la más sexy de todos los tiempos.
En 2011 Sport Illustrated eligió a Franco junto con otras dos deportistas para su especial del Swimsuit Issue («edición de traje de baño»).
En 2012 el sitio Aksmen.com realizó una encuesta sobre las «99 mujeres más deseadas del mundo», en la cual Franco, por segunda vez (desde 2009), quedó en el puesto Nº 64.
También la Revista Men's Health la posicionó en el primer lugar del ranking mundial como una de las «deportistas más lindas de todos los tiempos».
Nike la publicó en un artículo exclusivo igual a incluirla en la campaña para la colección “Nike Women´s Training Spring 2012”.
Sus padres fueron nacidos en Uruguay.
Ella es hincha del Club Olimpia de Asunción en Paraguay y del Club Atlético Peñarol de Uruguay.
Figura entre las modelos y deportistas más reconocidas del Paraguay.

## Trayectoria como actriz
Apareció en la película irlandesa Eliza Lynch: Queen of Paraguay en 2013. El première de la película fue en abril de 2013 donde Franco estuvo presente.

### Filmografía

#### Cine
| Año  | Trabajo                        | Rol               | Notas         |
| 2013 | Eliza Lynch: Queen of Paraguay | Joven Eliza Lynch | [ 17 ] [ 18 ] |

## Logros
| Año                    | Competencia                          | Encuentro                            | Posición               | Récord                 |
| Representante Paraguay | Representante Paraguay               | Representante Paraguay               | Representante Paraguay | Representante Paraguay |
| ---------------------- | ------------------------------------ | ------------------------------------ | ---------------------- | ---------------------- |
| 1998                   | Campeonato Sudamericano Juvenil      | Manaus - Brasil                      | 1st                    | 40.26 m                |
| 1999                   | Campeonato Sudamericano Junior       | Concepción - Chile                   | 3rd                    | 42.26 m                |
| 2000                   | Campeonato Sudamericano Junior       | São Leopoldo - Brasil                | 3rd                    | 46.50 m                |
| 2001                   | Universiade                          | Pekín - China                        | 10th                   | 43.69 m                |
| 2001                   | Campeonato Panamericano Junior       | Santa Fe - Argentina                 | 1st                    | 43.69 m                |
| 2001                   | Campeonato Sudamericano Junior       | Santa Fe - Argentina                 | 2nd                    | 47.28 m                |
| 2003                   | Juegos Panamericanos                 | Santo Domingo - República Dominicana | 8th                    | 50.21 m                |
| 2003                   | Campeonato Mundial de Atletismo      | París - Francia                      | 24th (q)               | 51.13 m                |
| 2004                   | Campeonato Sudamericano Sub-23       | Barquisimeto - Venezuela             | 1st                    | 51.53 m                |
| 2004                   | Juegos Olímpicos                     | Atenas - Grecia                      | 42nd (q)               | 50.37 m                |
| 2007                   | Juegos Panamericanos                 | Río de Janeiro - Brasil              | 8th                    | 52.24 m                |
| 2007                   | Campeonato Sudamericano de Atletismo | São Paulo - Brasil                   | 3rd                    | 53.80 m                |
| 2008                   | Juegos Olímpicos                     | Pekín - China                        | 51st (q)               | 45.34 m                |
| 2009                   | Universiade                          | Belgrado - Serbia                    | 14th (q)               | 48.26 m                |
| 2011                   | Campeonato Sudamericano de Atletismo | Buenos Aires - Argentina             | 2nd                    | 55.66 m (NR)           |
| 2011                   | Juegos Panamericanos                 | Guadalajara - México                 | 13th                   | 48.70 m                |
| 2012                   | Campeonato Iberoamericano            | Barquisimeto - Venezuela             | 2nd                    | 57.77 m (NR)           |
| 2012                   | Juegos Olímpicos                     | Londres - Reino Unido                | 34                     | 51.45 m                |
| 2013                   | Campeonato Sudamericano de Atletismo | Cartagena, Colombia                  | 4.ª                    | 54.79 m                |
| 2014                   | Juegos Suramericanos de 2014         | Santiago, Chile                      | 5.ª                    | 52.86 m                |

## Mejores marcas
Perfil de IAAF
- 1999 - 43.56
- 2000 - 46.50
- 2001 - 47.28
- 2002 - 51.81
- 2003 - 53.09
- 2004 - 54.68
- 2005 - 49.78
- 2007 - 55.38
- 2008 - 53.34
- 2010 - 50.98
- 2011 - 55.66
- 2012 - 57.77 (NR)
- 2013 - 55.68
- 2014 - 52.86